# Benno Prieß
Benno Prieß (* 29. Mai 1928 in Bützow; † 31. März 2015 in Calw) war ein deutsches Opfer des Stalinismus, Autor und Herausgeber.

## Leben und Wirken
Der 17-jährige Benno Prieß wurde am 5. Mai 1946, morgens um 09:00 Uhr aus seinem Elternhaus von einem Kommunisten seiner Heimatstadt Bützow in Mecklenburg abgeholt. Man brachte ihn ins Centralgefängnis, wo er verhaftet wurde. Später kam Prieß ins Güstrower Gefängnis zum sowjetischen NKWD, wo er vier Monate unter Verhören und Folter inhaftiert war. Im August 1946 wurde er durch ein sowjetisches Militärtribunal zu zehn Jahren Arbeitslager wegen Werwolf-Zugehörigkeit und „antisowjetischer Propaganda“ verurteilt. Mit Benno Prieß wurden acht weitere Jungen aus Bützow im Alter von 15 bis 17 Jahren als SMT-Verurteilt. Drei von ihnen überlebten die Haft nicht. Prieß durchlief und durchlitt die sowjetischen und DDR-Strafanstalten/NKWD-Speziallager Torgau, Bautzen, Sachsenhausen und Waldheim.
Nach der Entlassung 1954 blieb er nicht lange in seiner Heimatstadt und ging nach Westdeutschland. Dort fand er Arbeit, gründete eine Familie und lebte in Calw. Ab 1989/1990 – nicht zuletzt unter dem Eindruck der seit der Wende freigelegten Massengräber auf dem Boden der früheren Speziallager – beteiligte sich Prieß intensiv an der Aufarbeitung der Nachkriegsgeschichte der SBZ und späteren DDR. Er gab auf der Basis seiner eigenen Erlebnisse und Recherchen zwei Bücher heraus, die auf großes Interesse stießen und entsprechend mehrere Auflagen verzeichneten. Prieß löste so ein Versprechen ein, das er nach eigener Schilderung im NKWD-Lager seinen dort verstorbenen Mitgefangenen gegeben hatte. Er und die Bützower Mitgefangenen wurden 1993 durch die Generalstaatsanwaltschaft der Russischen Föderation rehabilitiert.

## Auszeichnungen
- 1989: Verdienstmedaille des Verdienstordens der Bundesrepublik Deutschland
- 1994: Bundesverdienstkreuz am Bande
- 2005: Bundesverdienstkreuz 1. Klasse

## Schriften
- (Hrsg.): Unschuldig in den Todeslagern des NKWD 1946–1954. Torgau, Bautzen, Sachsenhausen, Waldheim. Röhm, Sindelfingen 2005, ISBN 3-937267-06-9.
- (Hrsg.): Erschossen im Morgengrauen. Verhaftet, gefoltert, verurteilt, erschossen. „Werwolf“-Schicksale mitteldeutscher Jugendlicher. Röhm, Sindelfingen 2005, Eigenverlag, Mitherausgegeben durch die Landesbeauftragten für die Unterlagen des Staatssicherheitsdienstes der DDR sowie die Stiftung zur Aufarbeitung der SED-Diktatur, Berlin. ISBN 3-937267-05-0.